# فتیش شکم

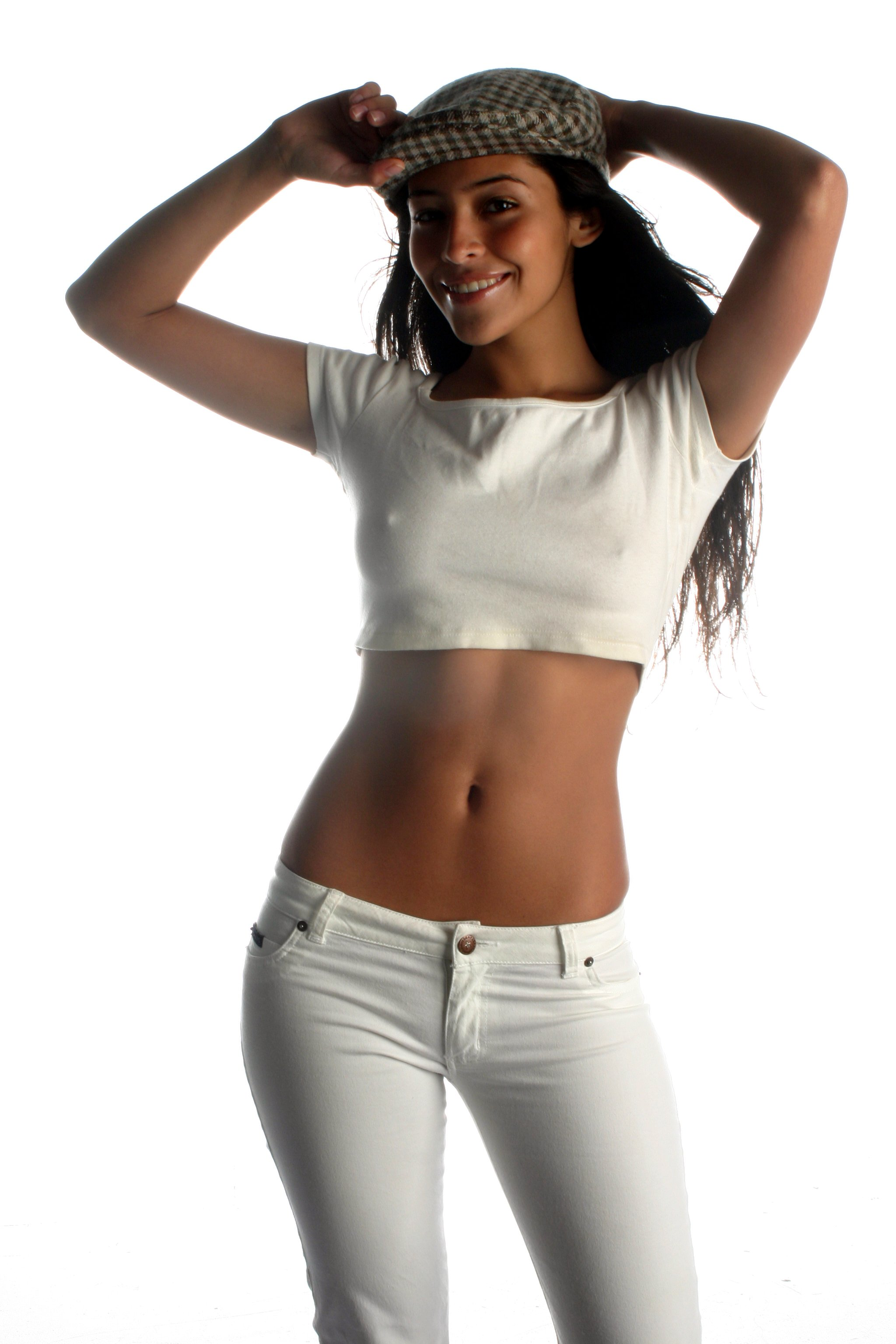
زنی در حال نمایش شکم خود.

آلوینولاگنیا (به انگلیسی: Alvinolagnia) یا فتیش شکم (به انگلیسی: belly fetish)، یک پارتیالیسم است که در آن فرد، به شکم علاقه جنسی نشان می‌دهد.

## بررسی اجمالی
انسان‌شناس‌ها و رفتارگرایان شواهد قابل توجهی را مبنی بر اینکه نسبت دورِ کمر به باسن (WHR) یک معیار مهم برای جذابیت زنان است کشف کرده‌اند. برخی از آن‌ها یافته‌اند که شکمی باریک و عضلانی که ناحیه ۸-شکل بین ناف و ران‌ها ایجاد کند یک عامل محرک جنسی خواهد بود.